# Aprostocetus necopinatus
Aprostocetus necopinatus är en stekelart som beskrevs av Girault 1915. Aprostocetus necopinatus ingår i släktet Aprostocetus och familjen finglanssteklar. Inga underarter finns listade i Catalogue of Life.